# Dolna Malina
Dolna Malina (Bulgaars: Долна Малина) is een dorp in het westen van Bulgarije. Het dorp is gelegen in de gemeente Gorna Malina in de oblast Sofia. Het dorp ligt hemelsbreed 28 kilometer ten oosten van Sofia.

## Bevolking
Op 31 december 2019 telde het dorp 330 inwoners, een daling vergeleken met het maximum van 848 personen in 1956.
|  |

| Etnische samenstelling van de respondenten (2011) | Etnische samenstelling van de respondenten (2011) | Etnische samenstelling van de respondenten (2011) | Etnische samenstelling van de respondenten (2011) | Etnische samenstelling van de respondenten (2011) |
| ------------------------------------------------- | ------------------------------------------------- | ------------------------------------------------- | ------------------------------------------------- | ------------------------------------------------- |
|                                                   |                                                   |                                                   |                                                   |                                                   |
| Bulgaren                                          | Bulgaren                                          |                                                   | 100%                                              | 100%                                              |
| Turken                                            | Turken                                            |                                                   | 0,0%                                              | 0,0%                                              |
| Roma                                              | Roma                                              |                                                   | 0,0%                                              | 0,0%                                              |
| Anders/Onbekend                                   | Anders/Onbekend                                   |                                                   | 0,0%                                              | 0,0%                                              |